# Anna Maria Maiolino
Anna Maria Maiolino (Scalea, Calabria, 20 de mayo de 1942) es una artista, escultora, pintora, grabadora y diseñadora ítalo-brasileña.

## Trayectoria
Nació en la localidad italiana de Scalea el 20 de mayo de 1942. En 1954, siendo todavía una niña, se trasladó con su familia a Caracas, Venezuela. Durante 1958-1960 estudió en la Escuela de Artes Plásticas Cristobal Rojas.
Durante 1961, se instaló en Brasil y estudió grabado en la Escuela Nacional de Bellas Artes en Río de Janeiro, por lo cual su formación como artista es principalmente latinoamericana. Cuando contaba 18 años de edad se trasladó a Río de Janeiro y adquirió la nacionalidad brasileña ocho años más tarde, en 1968. A partir de ese año viajó a Nueva York, donde estudió diseño textil en el International Pratt Graphics Center. En 1964 realizó su primera exposición individual en Galería G ubicada en Caracas.
En la década de 1970 estuvo vinculada a la experimentación fílmica, mediante la elaboración de cortometrajes con cámara de Super-8. En 1973 participó en París, Francia, en el Festival Internacional de Cine de Super-8. Al año siguiente obtuvo el primer premio en el Primer Festival de Cine de Super-8, de Curitiba, con la cinta titulada In-Out, Antropofagia. Este premio la colocó en la vanguardia de éste medio artístico, siendo seleccionada para el evento Canival, desarrollado en el MoMA de Nueva York. También, en 1974, regresó al Festival Internacional de Cine de Super-8 de París, presentado aquel año en el Espacio Cardin.

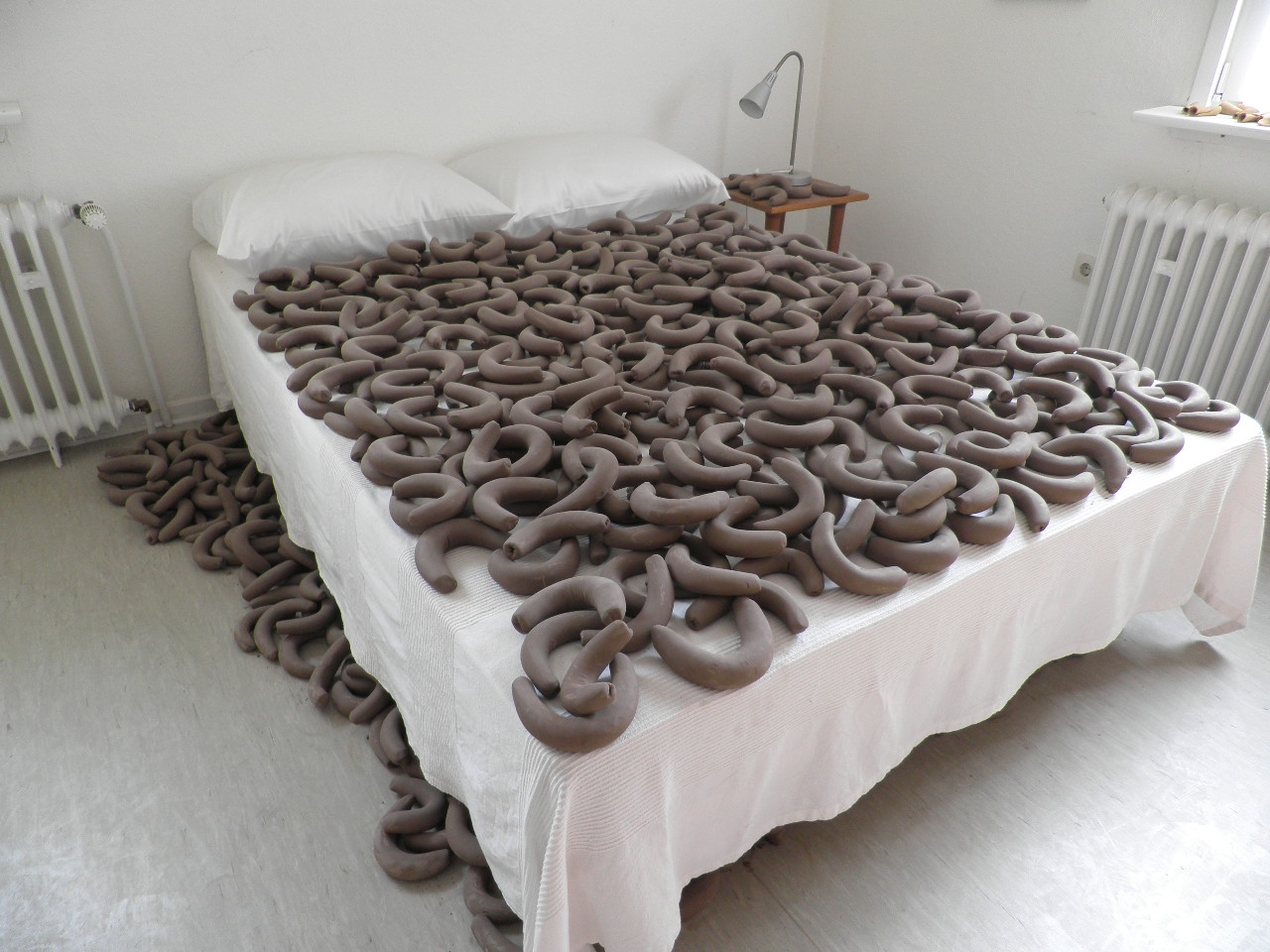
Obra de Maiolino

Vinculada al cortometraje, en 1976 participó en el 2.º Festival Nacional de Brasil de Cortometrajes, celebrado por la Alianza Francesa de Brasil en Río de Janeiro; ese mismo año también participó en la V Jornada de Cortometraje brasileño celebrada en Salvador (Bahía). En 1982 expuso en la Fundación Andrés Bello de Caracas, la muestra O. V. Objetos Voadores, Si Identificados y en el evento Millennium, Film Workshop de Nueva York. Durante estas décadas, se dedicó al arte de la performance, su obra más relevante, Entrevidas, en la que usaba huevos en la escena y caminaba sobre ellos, es parte de la colección del Museo Nacional Centro de Arte Reina Sofía de Madrid.

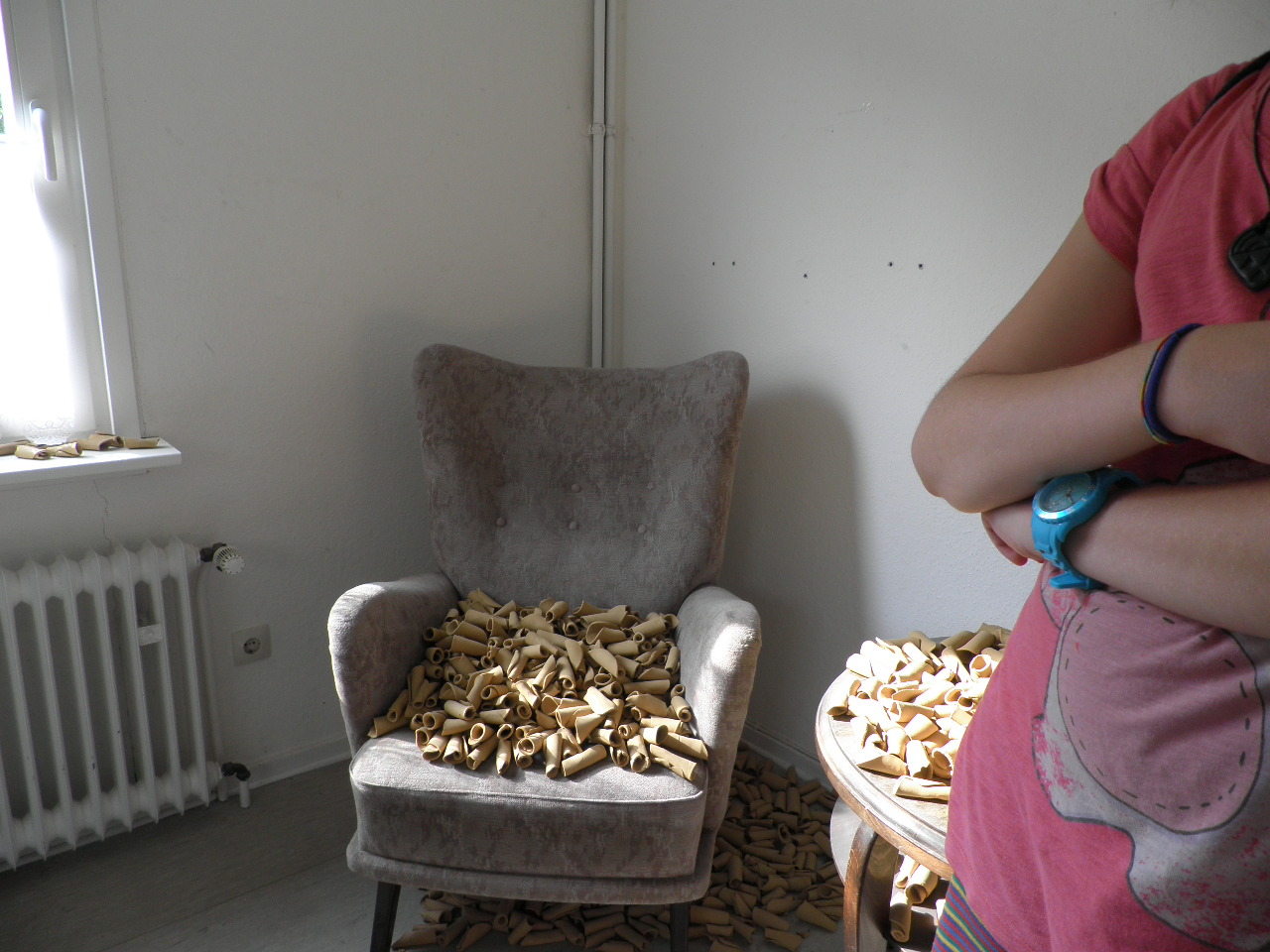
Obra de Maiolino

En la década de 1990 recibió diferentes premios del Brasil, como el Mário Pedrosa de 1990, concedido por la Asociación Brasileira de Críticos de Arte (ABCA) a la mejor exposición de 1989. También el Premio da APCA de 1994, a la mejor exposición de 1993, titulada Um, Nenhum, Cem Mil, por su investigación en los límites del lenguaje. En esta etapa, comenzó a trabajar con arcilla.
Entre otras, participó en la Bienal de La Habana en 1984, en la 16ª Bienal de Sídney, en 2008, y en la Bienal de São Paulo en cinco oportunidades. Se le dedicó la primera retrospectiva en Europa, en el Museo Tàpies en Barcelona, en 2010; y un año después en 2011, en el Centro Gallego de Arte Contemporáneo. Además, presentó su obra en documenta 13 en Kassel, en 2012. También participó en la Bienal de Lyon, en 2017 y años más tarde, en 2018, expuso ERRÂNCIA POÉTICA en Nueva York.
El Museo de Arte Latinoamericano de Buenos Aires le dedicó la exposición Schhhiii…, en 2023. Un año después, en 2024, fue invitada por primera vez a participar en la 60.ª Bienal de Venecia, donde presentó una nueva obra a gran escala que continúa y desarrolla su serie de esculturas e instalaciones en arcilla. Evento en el que además, fue galardonada con el León de Oro a la trayectoria, junto a la artista turca, Nil Yalter.